# Giuseppe de Maria
Giuseppe de Maria war ein italienischer Hersteller von Automobilen.

## Unternehmensgeschichte
Giuseppe de Maria, der bereits Metallmöbel herstellte, gründete 1906 in Turin das Unternehmen, das seinen Namen trug, zur Produktion von Automobilen. Der Markenname lautete Mirabilis. 1907 endete die Produktion.

## Fahrzeuge
Das erste Modell war ein Dreirad. Für den Antrieb sorgte ein Einzylindermotor des belgischen Motorradherstellers Antoine mit 3,5 PS Leistung. Die bauartbedingte Höchstgeschwindigkeit war mit 50 km/h angegeben. 1907 folgte ein vierrädriger Wagen, der einen Motor mit 5 PS Leistung hatte.